# No way to say
«No way to say» es el sencillo nº31 lanzado por la cantante Ayumi Hamasaki, lanzado en noviembre del año 2003.

## Información
La canción fue muy bien recibida en Japón, convirtiéndose en su sencillo nº18 en llegar al #1 de las listas de sencillos de Oricon. Las letras y el vídeo musical de la canción se dice que están dedicadas hacia el padre de Ayumi, aunque sólo son rumores porque la artista nunca ha afirmado o negado nada respecto del tema.
La canción tuvo excelente crítica y le valió su tercer Japan Record Award a la mejor canción del 2003, premio más importante otorgado por las personalidades de la música más importantes del país nipón. También más tarde el vídeo musical fue premiado en los MTV Video Music Awards Japan por mejor vídeo de pop.
El sencillo es el primero desde "Daybreak" de una cara en contener más de 4 canciones, ya que fueron incluidas versiones acústicas de algunos de sus grandes éxitos como "SEASONS" y "Dearest", y una versión exclusiva de "Voyage" que no fue incluida anteriormente en ninguna compilación (las otras dos antes mencionadas fueron incluidas previamente en otros álbumes, pero con ligeras diferencias en los instrumentos o algunos melodías menores). También fue el primer sencillo desde el 2002 en contener un remix.

## Canciones
1. «No way to say»
2. «No way to say» (Acoustic Version)
3. «SEASONS» (Acoustic Version)
4. «Dearest» (Acoustic Orchestra Version)
5. «Voyage» (Acoustic Orchestra Version)
6. «No way to say» (Vandalize/Realize Mix)
7. «No way to say» (Instrumental)

- Datos: Q2296958